# Deutscher Volkssender
Der Deutsche Volkssender war ein antifaschistischer Hörfunksender, der vom 10. September 1941 bis 15. Mai 1945 von Moskau in der Sowjetunion aus sendete und sich in deutscher Sprache an die Bevölkerung des Deutschen Reiches richtete. Zeitweise wurden die Sendungen in Ufa aufgenommen und von dort aus ausgestrahlt. Der Volkssender verstand sich als Nachfolgesender des Deutschen Freiheitssenders 29,8. Über den Volkssender meldeten sich zahlreiche Funktionäre des Zentralkomitees der KPD aus dem Exil in Moskau, u. a. Wilhelm Pieck und Walter Ulbricht, die sich auch schon über den Freiheitssender 29,8 an das deutsche Volk gewandt hatten.

## Ziele
„Achtung! Achtung! Hier ist der Deutsche Volkssender! Wir sprechen im Namen des deutschen Volkes!“
Der Sender versuchte durch Informationen und Propaganda den Widerstand gegen den Nationalsozialismus in Deutschland zu unterstützen und zu ermutigen. So wurden Wandparolen und Flugblätter vorgelesen und auch verschlüsselte Nachrichten an kommunistische Widerstandsgruppen gesendet. Daneben wurden in Kriegsgefangenenprogrammen die Namen von gefangenen Wehrmachtssoldaten verlesen und die Hörer aufgefordert, die Verwandten über den Verbleib der Soldaten zu informieren. Dadurch erreichte der Sender eine gewisse Beliebtheit.
Im Rahmen des Volkssenders wurden verschiedene Unterprogramme ausgestrahlt, wie der Soldatensender, Frauensender und Jugendsender Sturmadler.

## Mitarbeiter (Auswahl)
- Anton Ackermann (Redakteur, Sprecher)
- Martha Arendsee (Redakteurin, Sprecherin, hauptsächlich beim Soldatensender)
- Johannes R. Becher (Lesungen, gelegentl. Mitarbeit)
- Willi Bredel (Redakteur)
- Wilhelm Florin (Sprecher, Redakteur)
- Ernst Fischer (Sprecher, Redakteur)
- Gustav Gundelach (Sprecher und Redakteur),
- Richard Gyptner (Redakteur, Sprecher, Militärkommentator, ab 1944 Chefredakteur des Soldatensenders),
- Georg Hansen (ab 1944 Chefredakteur)
- Ruth von Mayenburg (Sprecherin)
- Wilhelm Pieck (Aufrufe und Ansprachen)
- Walter Ulbricht (Aufrufe und Ansprachen)
- Erich Weinert (Aufrufe und Ansprachen)
- Friedrich Wolf (Mitarbeit)
- Markus Wolf (Sprecher, Redakteur)
- Hedda Zinner (Redakteurin beim Frauensender)